# László-villa
A László-villa a Zichy Géza utca (1924 előtt Pálma utca) 10. szám alatt található fővárosi védettséget élvező villa és műterem.

## Története

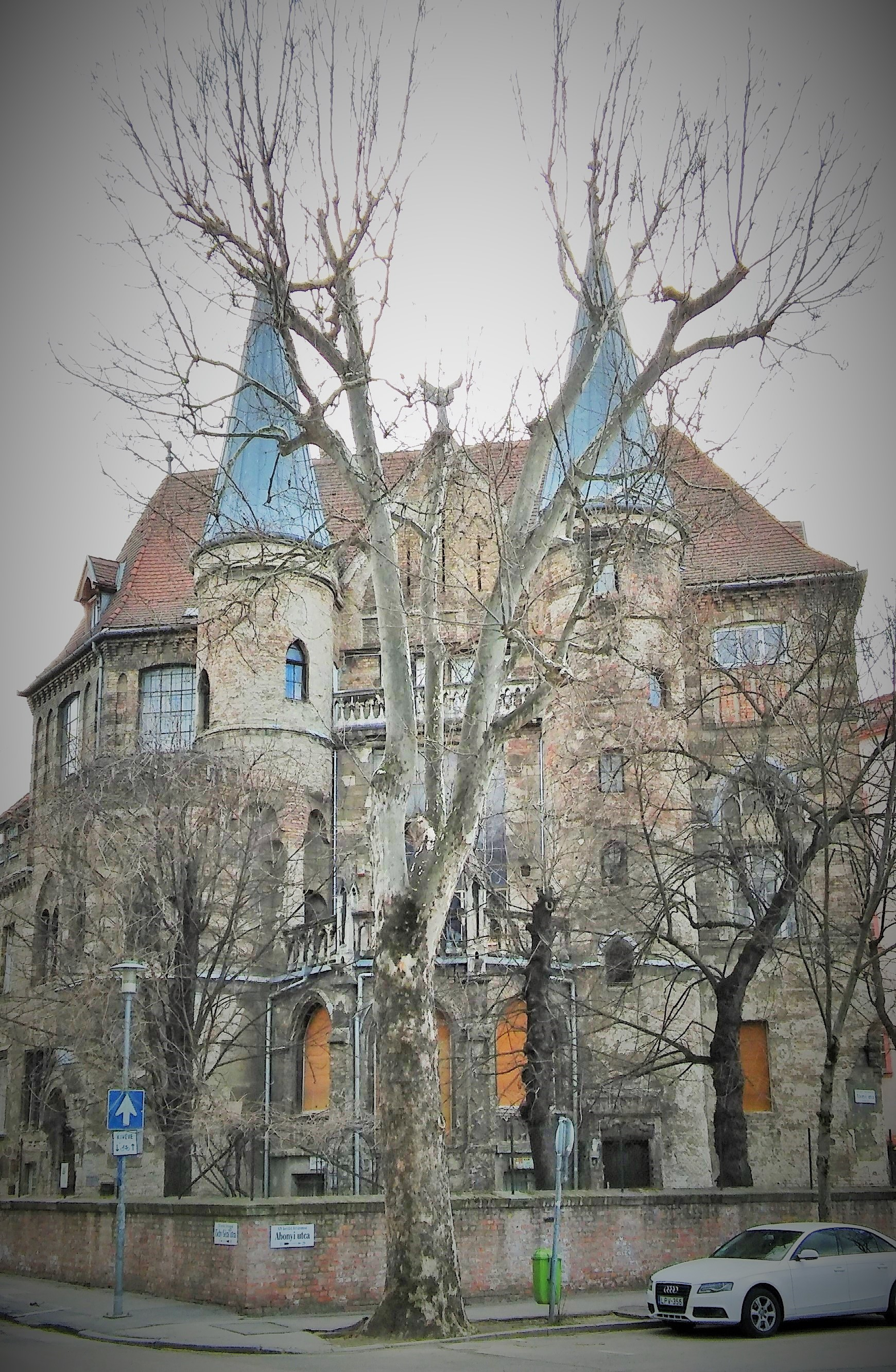
A villa 2023-ban

A környék villái közül méretével és művészi értékével is kiemelkedő, az Abonyi és Zichy Géza utcák sarkán álló villát Gyalus László (1865–1941) tervei alapján építtette 1897–1898-ban László Fülöp Elek festőművész. László Lucy Madeleine Guinness-szel, a Guiness sörgyár tulajdonosának lányával kötött házassága révén jutott elegendő pénzhez a négy műtermet is magában foglaló épület megépítéséhez. A festői, tornyokkal tűzdelt, lovagvárhoz hasonlító gótizáló épület bonyolult, szintek közti eltolásokat mutat, amelyek különlegessé teszik azt. A villa historizáló külsejét a különböző méretű ablakok, tornyok, a szintek közötti bonyolult, eltolt kapcsolatok adják, valamint homlokzatok csíkos kialakítása, amely a lehullt vakolat ellenére is látható. Az első emeleten, a középtraktusban, tornyokkal övezetten volt a nagy műterem nagyméretű ablaka és terasza. Jobbra a kis műterem található, a jobboldali lépcsőtorony vitt fel a második emeleti műterembe.
Az épület felavatására László Fülöp nagy fogadást tartott, amin az akkor még ifjú Kisfaludi Strobl Zsigmond is részt vett, ahogyan arról Emberek és szobrok című memoárkötetében beszámol.
1912-ben Paupera Ferenc kapott engedélyt Mathiosko Károly tervei szerinti átalakításra. Az eredeti állapothoz képest több változás is történt, a legmarkánsabb a főbejárati lodzsa beépítése.
Az épület tornyainak csúcsai a 2. világháborúban elpusztultak, ezeket a 2000-es években építették újjá.

## Az épület
A villa alapterülete körülbelül 350 négyzetméter. A fürdőszoba rózsaszínű márvánnyal volt borítva, a falakat ruskicai márvány burkolta, ebből a nemes és ritka anyagból készült a mosdó, a kádhoz vezető, csillogó korláttal ellátott lépcsősor is. Egyes szakértők szerint legalább olyan szép, mint a carrarai márvány, sőt a mi éghajlati viszonyaink között talán jobb is. Még 1979-ben is megtalálhatók voltak az eredeti fehér, aranymintás asztal és tálalószekrény a valamikori női szalonban és a feleség zenetermében, a falakon a négy évszakot ábrázoló allegorikus táblakép, amit Anton Tuch, László egyik müncheni mestere festett, aki több hónapot töltött a házban. Eredeti volt még, bár kissé megkopott, a falkárpit, bársonyplüss, sötétvörös színű, tenyérnyi virágokkal. Eredeti volt még a lépcsőházban álló hatalmas, faragottkeretes velencei tükör, amelyet időnként a filmgyár kért kölcsön. A villát időnként filmforgatáshoz is használták, többek között az Üvegtigris 3. helyszínéül szolgált. 1987-ben, nem sokkal a halála előtt Gobbi Hilda eladta a háziaknak a felrobbantott Nemzeti Színház királyi páholyának aranyozott felső részét, amelyet Szegvári Károly festőművész lakásában helyeztek fel.
Az épület 2003 óta fővárosi védettség alatt áll.

## Tulajdonosai és lakói

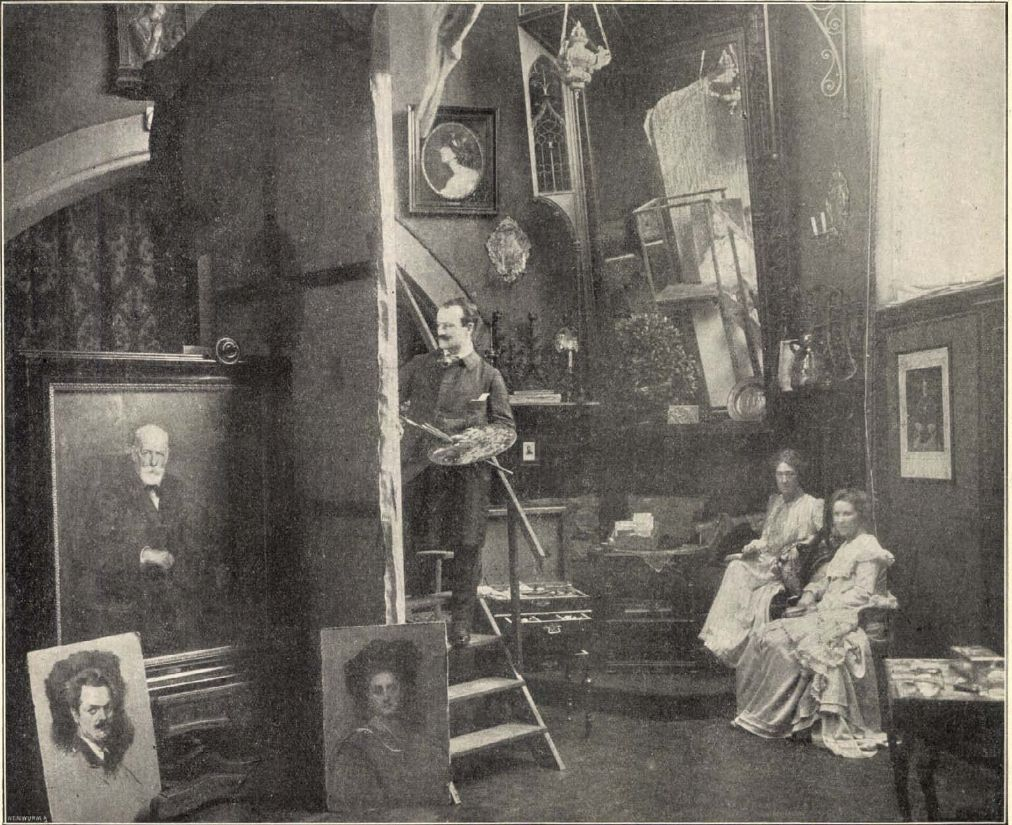
A villa nagy műterme 1901-ben

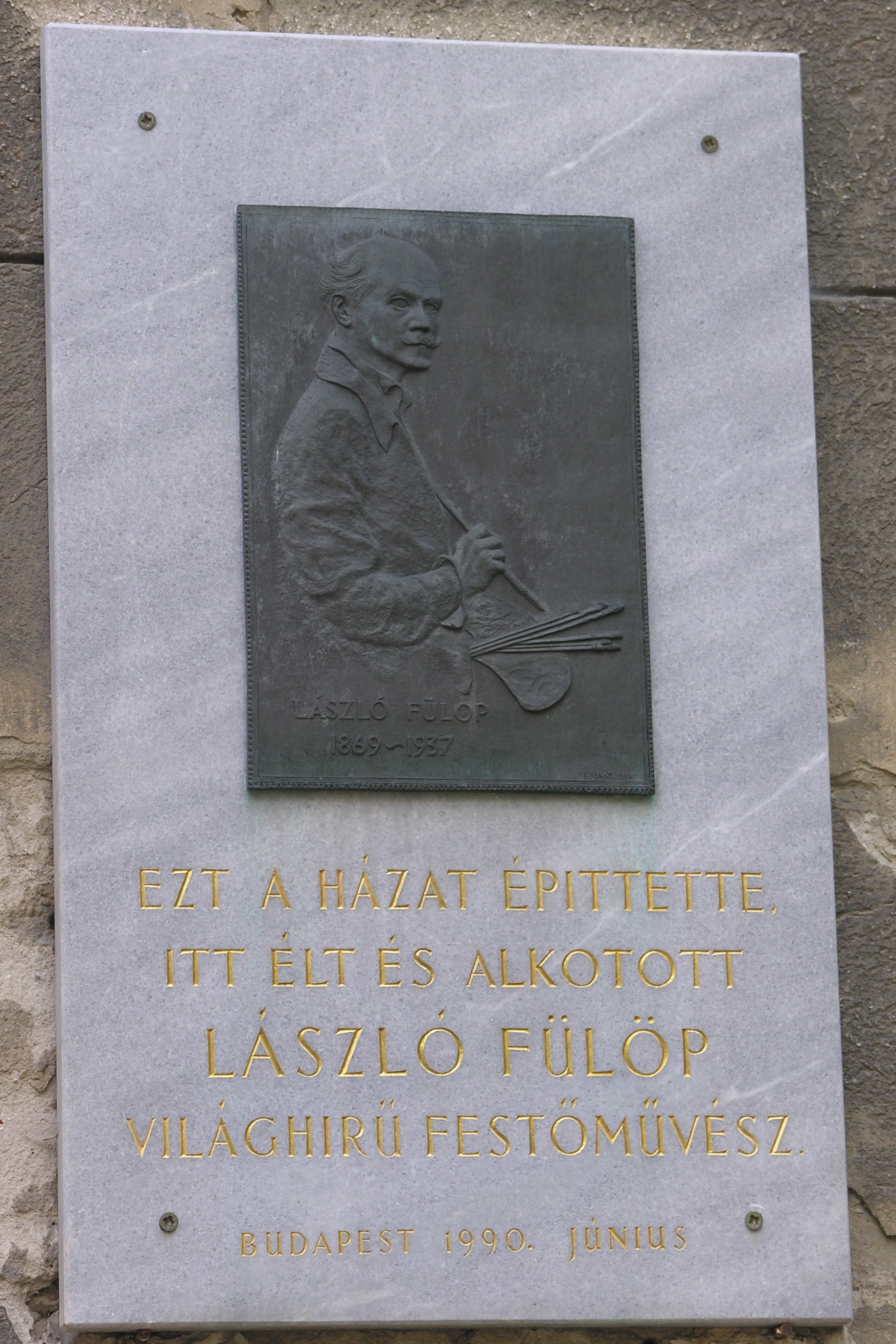
László Fülöp emléktáblája a házon

Az épületen az 1898-as évszám olvasható, a zuglói műemlékvédelmi dokumentumok szerint azonban véglegesen csak 1903-ra készült el, de a Műcsarnok című folyóirat 1898. június 23-i száma már ezt a címet adja meg László Fülöp, Burger Lajos és Oskó Lajos festők címeként a magyar képzőművészek névsorában. Ugyancsak ezen a címen volt elérhető 1905-1912 között Leitersdorfer Béla (Lajta Béla) műépítész. Az építőművész ebben a műteremben készítette a magyar fővárosban felépült több köz- és magánépületének tervét.
László Fülöp 1907-ig lakott az épületben. A festőművész lakása valószínűleg a földszinten volt, ahonnan egyszerűen megközelíthette a nagy, 10-szer 10 méteres műtermet, amelynek terasza és óriási üvegfelületei ma is uralják az épület képét. Jobbra ettől egy kisebb műterem, amelynek belmagassága mindössze 215 cm. Az ehhez csatlakozó jobb oldali lépcsőtornyon át az egyik II. emeleti műterem volt elérhető. A bal szárny első emeletén egy másik lakás volt, amelyhez a II. emeleten udvarra néző műteremszoba csatlakozott. Mintegy száz lépcsőfokon keresztül közelíthető meg László egykori hétköznapi műterme, amelyben később Izsák József festőművész, Kmetty János és Szőnyi István tanítványa dolgozott hosszú évekig.
1907-ben a művész a feleségével Londonba költözött, és az épületet bérbe adták, ez idő alatt testvére, László Marcell felügyelt az épületre. A bérlői között volt 1909–1911-ben Molnár Ferenc író is, aki e ház emeletén írta A testőr és a Liliom című színdarabjait.
A villa 1912-ben dr. Paupera Ferenc bankár tulajdonába került, akitől 1917-ben vette meg 450 000 koronáért Rosenberg Mátyás földbirtokos. 1927-ben a villa új gazdája Farkas György lett, aki 172 000 pengőt fizetett érte, és ez jó befektetésnek bizonyult számára, mert 1929-ben már 192 500 pengőért adta tovább Fehér József textilnagykereskedőnek. Fehér József halála után annak fia, Fehér Zsigmond örökölte az ingatlant, aki 1946-ban engedélyt kapott az épület belső felújítására. A Fehér család 1947-ben kivándorolt Ausztráliába, és a villát Berczy Géza színész vette meg. A házban ekkor gyakori vendég volt Békeffi István, Kellér Dezső, Sennyei Vera, a villa szobáiban tanulta Somlay Artúr a Lear király címszerepét.
E házba volt bejegyezve 1925–1926-ban az akkori tulajdonos Rosenberg Mátyás Budapesti Sziklapince Részvénytársasága, majd a ház későbbi tulajdonosának, Fehér Józsefnek Házi és Kézimunka ipar nevű cége. E házban tartotta évi rendes közgyűlését 1927-ben a Bácsbokodi Hengermalom és Szárítótelepek Rt.
A házat 1949-ben államosították és több, elsősorban művészek családjai költöztek be. Lakója volt Füsti Molnár Zoltán és Szegvári Károly festőművészek, itt lakott és dolgozott Segesdi György szobrászművész, Englerth Emil portréfestő és bélyegtervező, Biai Föglein István festőművész, aki Vaszary János és Csók István tanítványa volt. Itt lakott eleinte Berczy Géza albérlőjeként Szendrő József színművész is, aki a hatvanas évek elején megvette lakásának a nagyműtermet. Itt élt haláláig a vidámparki dodzsem és a barlangvasút, valamint a Royal Varieté tulajdonosának, Reymetter Árpádnak a lánya.
A házra a főváros 1990-ben az építtető László Fülöpről megemlékező, az épület előtti kerítésre Zugló önkormányzata 2018-ban az épületről ismertetést tartalmazó emléktáblát helyezett el.